# Vice-président de la République fédérale des États-Unis mexicains
La charge du vice-président de la république fédérale des États-Unis mexicains a été créée par la Constitution mexicaine de 1824, mais cette charge a été officiellement abolie depuis la Constitution mexicaine de 1917,.

## Liste des vice-présidents de la République
| Vice-président         | Dates du mandat                    | Parti | Parti                        | Président                          |
| Nicolás Bravo Rueda    | 10 octobre 1824 - 1er avril 1829   |       | Parti conservateur           | Guadalupe Victoria                 |
| Anastasio Bustamante   | 1er avril 1829 - 17 décembre 1829  |       | Parti conservateur           | Vicente Guerrero                   |
| Valentín Gómez Farías  | 17 juin 1833 - 6 juillet 1833      |       | Parti libéral                | Antonio López de Santa Anna        |
| Valentín Gómez Farías  | 27 octobre 1833 - 15 décembre 1833 |       | Parti libéral                | Antonio López de Santa Anna        |
| Valentín Gómez Farías  | 24 avril 1834 - 27 janvier 1835    |       | Parti libéral                | Antonio López de Santa Anna        |
| Nicolás Bravo Rueda    | 2 janvier 1846 - 24 juillet 1846   |       | Parti libéral                | Mariano Paredes y Arrillaga        |
| Valentín Gómez Farías  | 21 mars 1847 - 2 avril 1847        |       | Parti conservateur           | Antonio López de Santa Anna        |
| Ramón Corral Verdugo   | 1904 - 25 mai 1911                 |       | Parti libéral                | José de la Cruz Porfirio Díaz Mori |
| José María Pino Suárez | 6 novembre 1911 - 19 février 1913  |       | Constitutionnel Progressiste | Francisco I. Madero                |